# Liste des destroyers de la Marine impériale japonaise
Ce qui suit est la liste des destroyers de la Marine impériale japonaise groupés selon les batailles où ils ont été utilisés.
Dans la terminologie navale moderne, un destroyer  est un navire de guerre capable de défendre un groupe de bâtiments (militaire ou civil) contre toute menace, comme d'attaquer un groupe de navires moyennement défendus. Le destroyer possède des moyens de lutte antiaérienne, anti-sous-marine et antinavire. 

À l'origine, le terme désignait un bâtiment qui devait attaquer au moyen de torpilles, tout en défendant à l'aide d'une artillerie de moyen calibre une escadre ou un convoi attaqué par des bâtiments du même type.
Au Japon, Le torpilleur Kotaka de 1885 fut le précurseur du type destroyer. Les premiers destroyers japonais ont été conçus selon leurs propres spécifications  auprès du chantier naval Yarrow de Londres en 1885. Ce chantier naval britannique, constructeur des pièces pour le Kotaka, est considéré comme l'inventeur du destroyer.

## Guerre russo-japonaise(1904-1905)

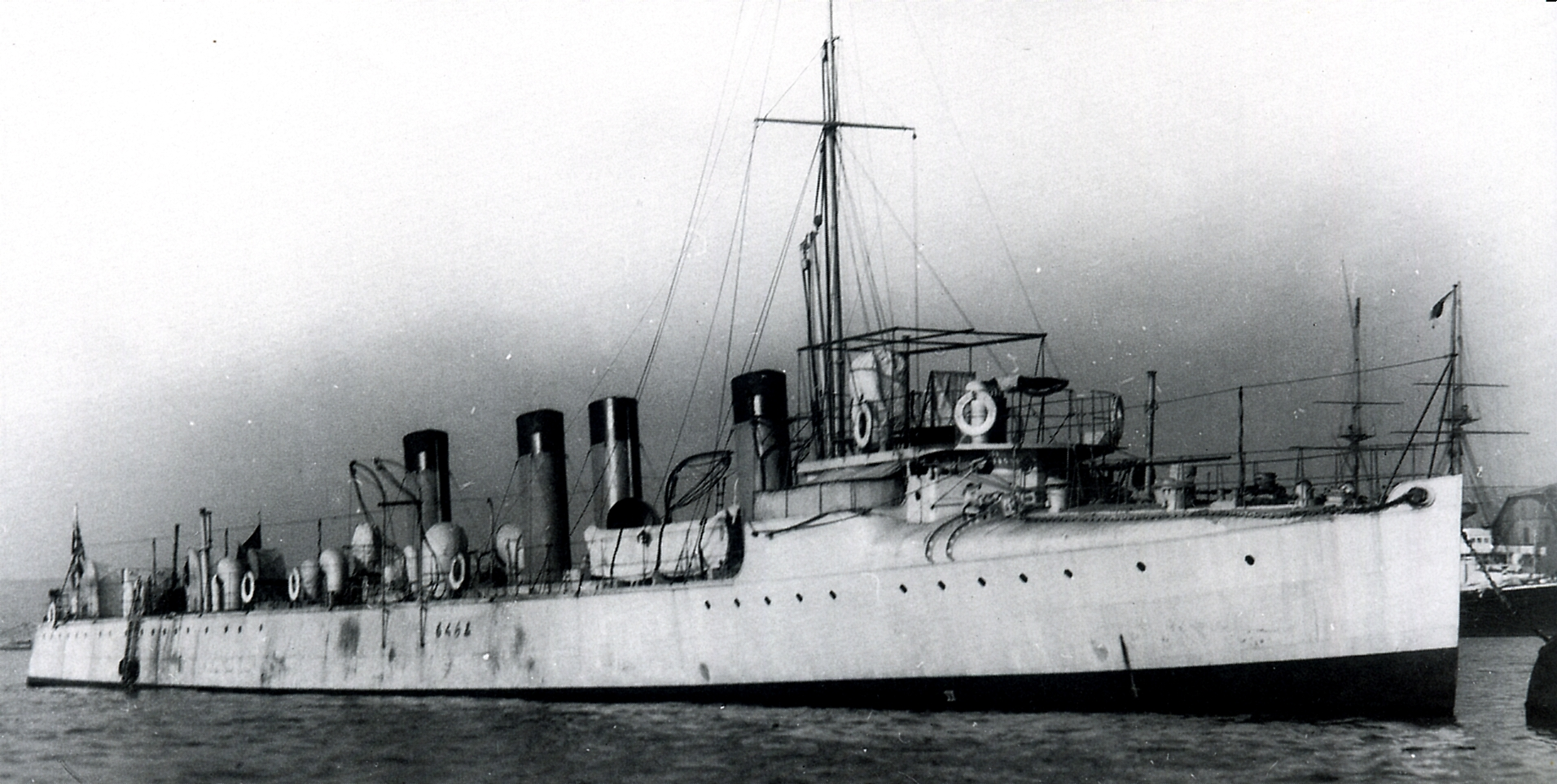
Le Shirakumo

- Classe Ikazuchi : 6 navires
- Classe Murakumo : 6 navires
- Classe Akatsuki : 2 navires
- Classe Shirakumo : 2 navires
- Classe Harusame : 7 navires

## Première Guerre mondiale

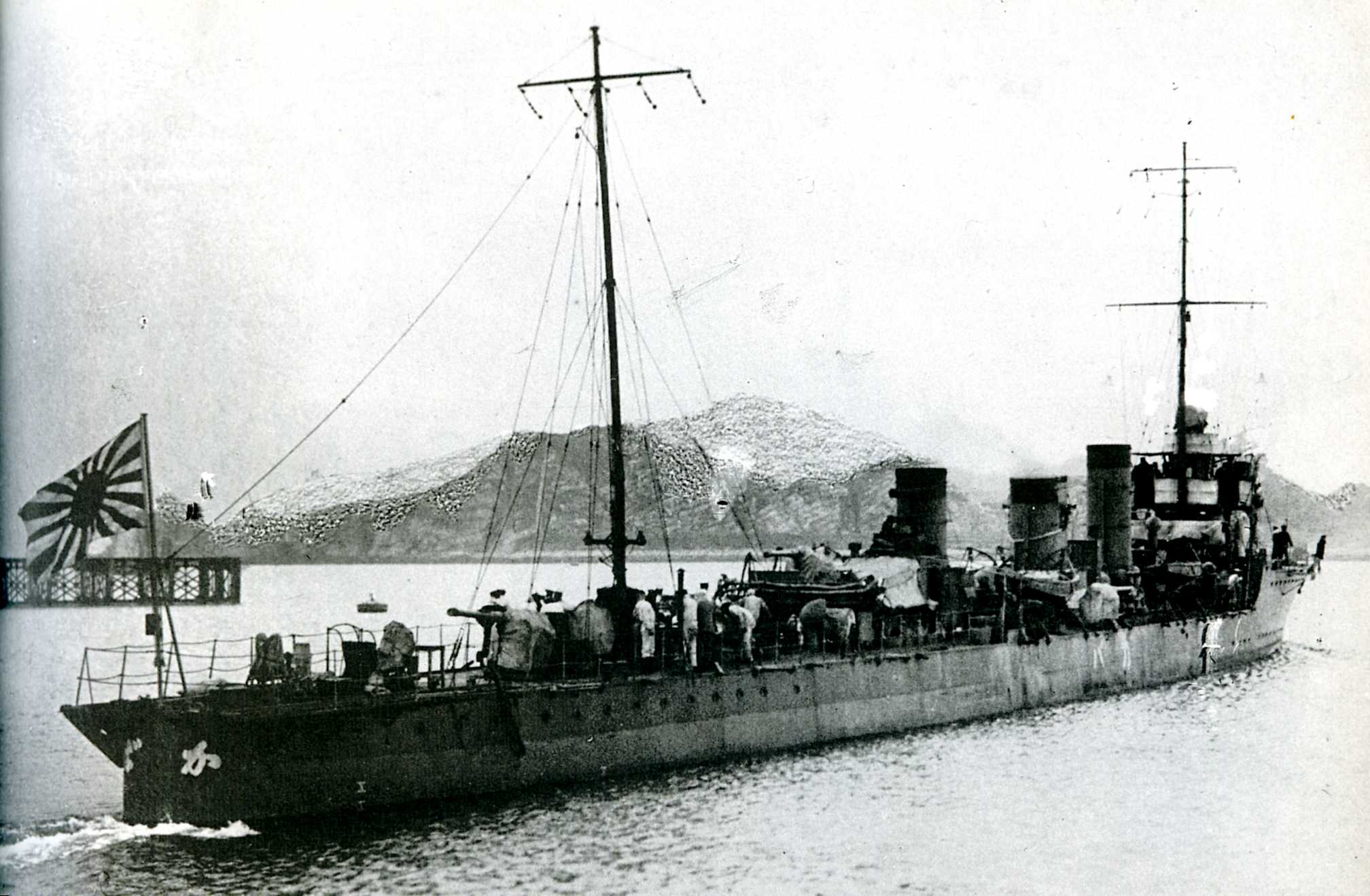
Le Kaba

- Classe Asakaze : 32 navires
- Classe Umikaze : 2 navires
- Classe Sakura : 2 navires
- Classe Urakaze : 1 navire
- Classe Kaba : 10 navires
- Classe Momo : 4 navires

## Guerre sino-japonaise (1937-1945)
- Classe Enoki : 6 navires
- Classe Tanikaze : 2 navires

## Seconde Guerre mondiale
- Classe Minekaze : 15 navires
- Classe Momi : 21 navires
- Classe Wakatake : 8 navires
- Classe Kamikaze : 9 navires
- Classe Mutsuki : 12 navires
- Classe Fubuki : 20 navires
- Classe Akatsuki : 4 navires
- Classe Hatsuharu : 6 navires
- Classe Shiratsuyu : 10 navires
- Classe Asashio : 10 navires
- Classe Kagerō : 18 navires
- Classe Yūgumo : 19 navires
- Classe Akizuki : 12 navires
- Shimakaze
- Classe Matsu : 18 navires
- Classe Tachibana : 14 navires